# 중앙로 (순천시)
중앙로(Jungang-ro) 전라남도 순천시 장천동 순고오거리에서 서면 선평삼거리를 연결하는 도로이다.

## 주요 경유지
전라남도
- 순천시 (장천동 . 중앙동 . 삼산동 . 서면)

## 노선
| 이름            | 접속 노선                         | 소재지        | 소재지        | 비고          |
| 우석로와 직결   | 우석로와 직결                     | 우석로와 직결 | 우석로와 직결 | 우석로와 직결 |
| --------------- | --------------------------------- | ------------- | ------------- | ------------- |
| 순고오거리      | 팔마로 이수로 청사큰길 장천안길   | 순천시        | 장천동        |               |
| 남교오거리      | 장명로 서문로                     | 순천시        | 장천동        |               |
| 남문교          |                                   | 순천시        | 장천동        |               |
|                 | 중앙동                            | 순천시        |               |               |
| 의료원앞 교차로 | 강남로 도서관길 호남길 서문성터길 | 순천시        |               |               |
| 오리정교        |                                   | 순천시        | 삼산동        |               |
| 경찰서앞 교차로 | 조비길 신용길                     | 순천시        | 삼산동        |               |
| 가곡삼거리      | 강변로                            | 순천시        | 삼산동        |               |
| 선평삼거리      | 백강로                            | 순천시        | 서면          |               |
| 순천로와 직결   |                                   |               |               |               |

## 주요 건물 및 시설
- 남문파출소 (중앙로 2/장천동 28-9)
- 저전119안전센터 (중앙로 19/저전동 229-2)
- 장천동 행정복지센터 (중앙로 22/장천동 83-8)
- GS25 순천남교점 (중앙로 57/저전동 203-3)
- 광주은행 (중앙로 72/장천동 133-3)
- KT 순천프라자 중앙로점 (중앙로 80/장천동 260-3)
- LG유플러스 남내동 중앙시장점 (중앙로 90/남내동 77-1)
- 농협 순천중앙지점 (중앙로 98/남내동 57-2)
- 순천행동우체국 (중앙로 99/행동 80)
- 세븐일레븐 순천중앙점 (중앙로 111/중앙동 68-6)
- 북부정류소 (중앙로 148/매곡동 124-16)
- 농협 북순천지점 (중앙로 150/매곡동 124-5)
- GS칼텍스 현대주유소 (중앙로 172/매곡동 55-1)
- 북문파출소 (중앙로 214/매곡동 422-6)
- 농협 순천농협 삼산지점 (중앙로 235/매곡동 412)
- KBS 순천방송국 (중앙로 250/석현동 91-3)
- 순천대학교 (중앙로 255/석현동 313)
- 미니스톱 순천대점 (중앙로 258/석현동 91-5)
- 한국토지주택공사 순천권주거복지지사 (중앙로 260/석현동 87)
- 파리바게트 순천대점 (중앙로 260/석현동 87)
- GS25 순천대학로점 (중앙로 268/석현동 86-5)
- 삼산파출소 (중앙로 298/가곡동 1002-14)
- SK에너지 남해고속주유소 (중앙로 324/가곡동 1000-10)
- 쉐보레 순천바로서비스 (중앙로 342/가곡동 995-10)
- GS칼텍스 동양가스충전소 (중앙로 317/가곡동 976-3)
- 스타벅스 순천용당DT점 (중앙로 398/가곡동 336-1)
- 한국환경공단 호남권 관제센터 (중앙로 411/가곡동 236-1)
- 알뜰 순천만주유소 (중앙로 412/가곡동 184-3)
- SK에너지 행복충전 가곡에너지 충전소(중앙로 432/가곡동 186)
- GS칼텍스 미래주유소 (중앙로 450/가곡동 202-1)
- SK에너지 순천에코코주유소 (중앙로 468/가곡동 169)
- GS칼텍스 덕양에너지 관광주유소 (중앙로 480/가곡동 159-1)
- HD현대오일뱅크 서순천주유소 (중앙로 511/가곡동 37-7)
- GS칼텍스 하이웨이주유소 (중앙로 533/가곡동 37-3)